# Charles Ondo
Pour les articles homonymes, voir Ondo.
Charles Ondo, né le 22 octobre 2003 à Madrid, est un footballeur international équatoguinéen qui évolue au poste d'arrière gauche au Gravesend & Northfleet.

## Biographie

### Carrière en club
Né à Madrid en Espagne d'une famille équatoguinéo-nigérianne, Charles Ondo arrive très tôt en Angleterre, où il est formé par le Millwall FC,.
En juillet 2020, il est transféré à Huddersfield Town, où il commence sa carrière professionnelle en championnat d'Angleterre de deuxième division. D'abord souvent blessé, il s'illustre ensuite d'abord avec l'équipe reserve, notamment en Premier League Cup et Central League Cup, montrant sa versatilité en jouant comme défenseur (central ou latéral gauche), piston ou même avant-centre,.
Il joue son premier match avec l'équipe première du club le 9 octobre 2022,.
Le 15 février 2023, Ondo est prêté à Waterford, club de première division irlandaise, pour la fin de la saison,.

### Carrière en sélection
En mars 2023, Ondo est convoqué pour la première fois avec l'équipe senior de Guinée équatoriale,. Il honore sa première sélection le 6 septembre 2023, lors du match nul 1-1 contre la Libye, avec leur qualification en Coupe d'Afrique des nations 2023 déjà acquise,,.
En janvier 2024, il est sélectionné pour prendre part à la CAN 2023, organisée en Côte d'Ivoire,.